# Adri Suykerbuyk
Adri Suykerbuyk, né le 20 avril 1929 à Berg-op-Zoom (Brabant-Septentrional) et mort le 1er février 2015 à Made (Brabant-Septentrional), est un coureur cycliste néerlandais, professionnel de 1951 à 1957.

## Palmarès
- 1950
  - Ronde van Oud-Vossemeer
  - 2e du Tour de Hollande-Septentrionale
- 1951
  - Ronde van Oud-Vossemeer

## Résultats sur les grands tours

### Tour de France
2 participations
- 1953 : 40e
- 1954 : abandon (22e étape)

### Tour d'Italie
1 participation
- 1953 : 71e